# CD Mafra
Der Clube Desportivo de Mafra ist ein Fußballverein aus der portugiesischen Stadt Mafra im Distrikt Lissabon.

## Geschichte
Die erste Herren-Mannschaft stieg 2015 erstmals in die zweithöchste Liga des Landes auf, die Segunda Liga. In seiner ersten Saison verpasste der Verein den Klassenerhalt. 2018/19 tritt Mafra zum zweiten Mal in der zweiten Liga an.